# Kaktusz Jack
A Kaktusz Jack (eredeti cím: The Villain) 1979-ben bemutatott amerikai wester-filmvígjáték Hal Needham rendezésében. A főszerepben Kirk Douglas, Arnold Schwarzenegger, Ann-Margret, Paul Lynde, Foster Brooks, Strother Martin, Ruth Buzzi, Jack Elam és Mel Tillis látható. A történet westernfilmek és a Warner Bros. Bolondos dallamok rajzfilmjeinek parodisztikus keveréke.
1979. július 27-én mutatták be.

## Cselekmény
Tündérke Jones (Ann-Margret) gyönyörű nő,  a naiv, lassú észjárású cowboy, Jóképű idegen (Arnold Schwarzenegger) kíséri át a vadnyugaton, miután egy nagy összegű pénzt követel, amelyet az ő Paródia Jones nevű apjától kapott. A rosszfiú, Avery Simpson azonban, aki átadta Tündérkének a pénzt, úgy dönt, hogy azt inkább megtartja magának. Felbérel egy régi, törvényen kívüli bűnözőt, Kaktusz Jacket (Kirk Douglas), hogy a város elhagyását követően rabolja ki őket.
Az utazás során Tündérke közeledni kezd Jóképűhöz, de ő ezt közömbösen fogadja. Eközben Kaktusz Jack csapdát csapdára állít kettőjüknek, amelyek mindegyike visszafelé sül el. Jack megpróbálja igénybe venni Ideges Jávorszarvas (Paul Lynde), a helyi indián törzs főnökének segítségét, de az is kudarcba fullad.
Végül Jack nyíltan szembeszáll a párral, mire Tündérke lemond a Jóképűvel való románcról, helyette viszont megcsókolja Jacket, aki körbe-körbe ugrál a lángoló boldogságtól.

## Szereplők
| Szerep              | Színész               | Magyar hang     |
| ------------------- | --------------------- | --------------- |
| Kaktusz Jack        | Kirk Douglas          | Reviczky Gábor  |
| Tündérke Jones      | Ann-Margret           | Juhász Judit    |
| Jóképű idegen       | Arnold Schwarzenegger | Megyeri János   |
| Ideges Jávorszarvas | Paul Lynde            | Várkonyi András |
| Paródia Jones       | Strother Martin       | Vizy György     |
| Avery Simpson       | Jack Elam             | Szalai Imre     |
| Dadogós postás      | Mel Tillis            | Katona Zoltán   |
| Bajba jutott hölgy  | Ruth Buzzi            | Illyés Mari     |
| Banki alkalmazott   | Foster Brooks         |                 |
| Zúzó ujj            | Robert Tessier        |                 |

## A film készítése
A film egy részét a Utah állambeli Monument Valleyben forgatták.

## Fordítás
- Ez a szócikk részben vagy egészben  a   The Villain (1979 film) című angol Wikipédia-szócikk fordításán alapul.  Az eredeti cikk szerkesztőit annak laptörténete sorolja fel. Ez a jelzés csupán a megfogalmazás eredetét és a szerzői jogokat jelzi, nem szolgál a cikkben szereplő információk forrásmegjelöléseként.